# Rue Sauval
La rue Sauval est une voie du 1er arrondissement de Paris, en France.

## Situation et accès
La rue Sauval est une voie du 1er arrondissement de Paris, entre la rue Saint-Honoré et la rue de Viarmes.

## Origine du nom
La rue porte le nom d'Henri Sauval (1623-1676), avocat au Parlement et historien de Paris.

## Historique
Cette rue a été créée par la fusion de la rue des Vieilles-Étuves-Saint-Honoré, en 1865 (dénommée « partie A »), et de la rue de Varennes-Halles-au-Blé en 1904 (dénommée « partie B »). Elle a été raccourcie lors de la construction des pavillons de Baltard.

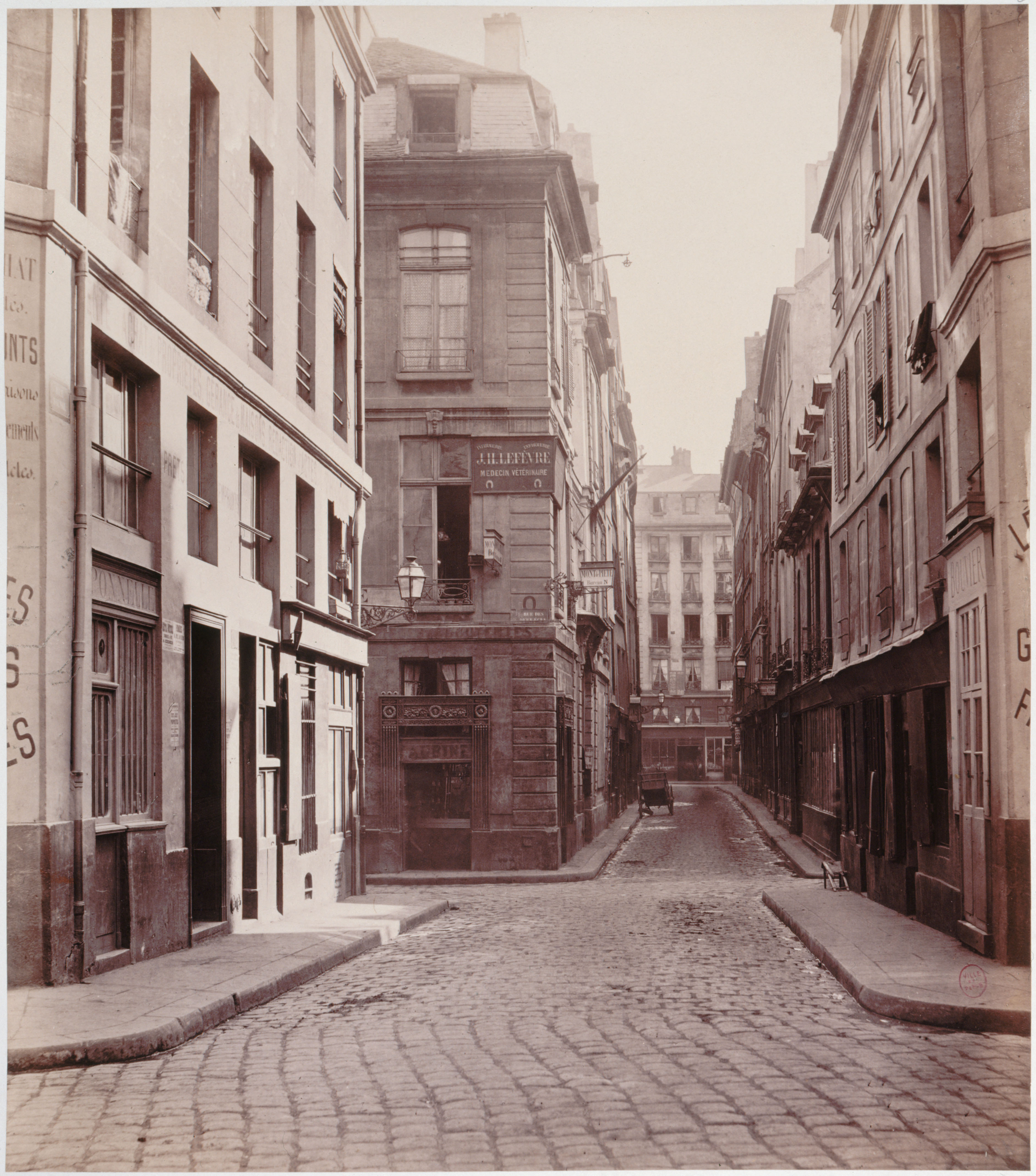
La rue Sauval, vue depuis la Halle aux blés vers 1865 (photographie de Charles Marville).
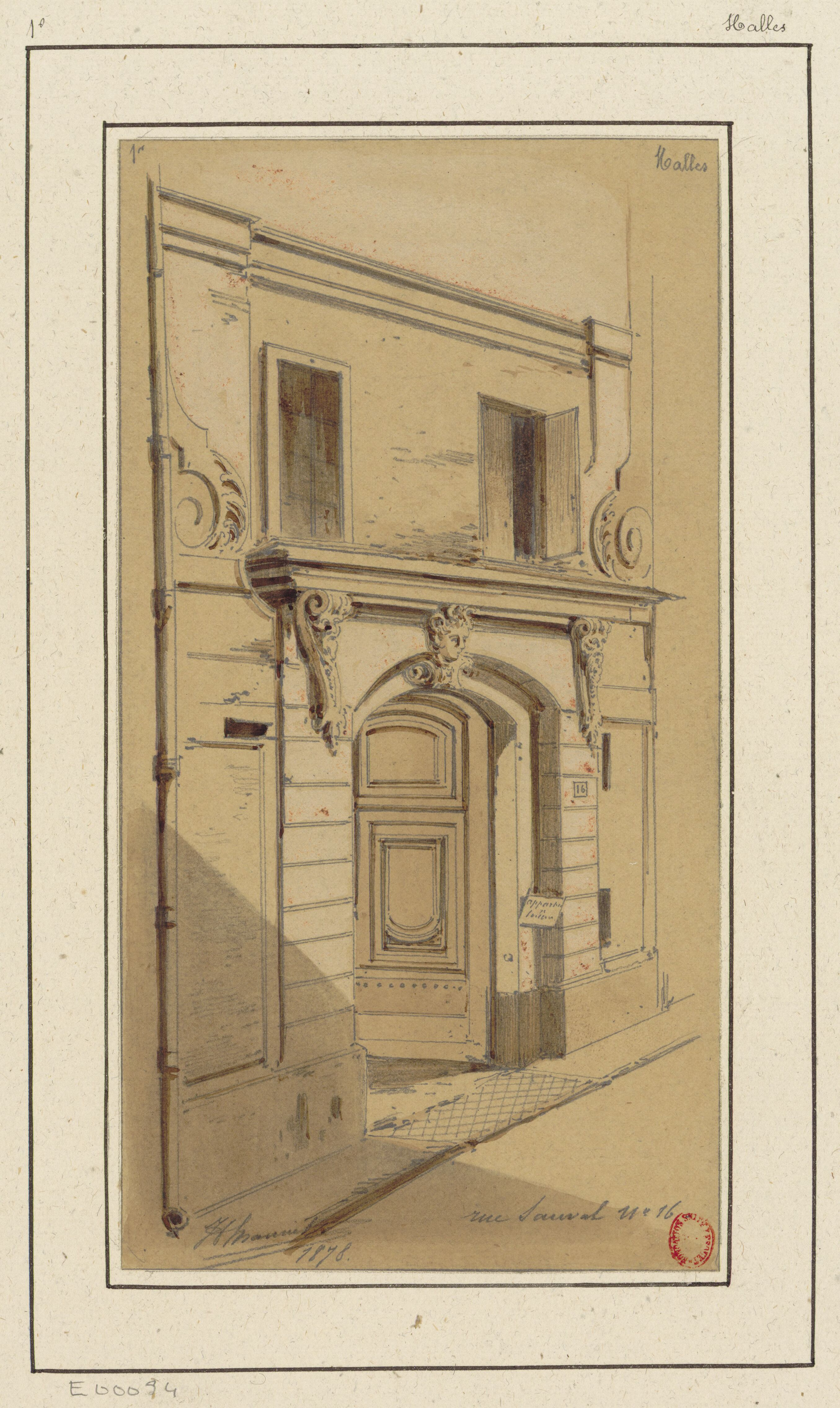
Vue de la porte du no 16, démolie lors de la construction des pavillons de Baltard (dessin de Jules-Adolphe Chauvet).
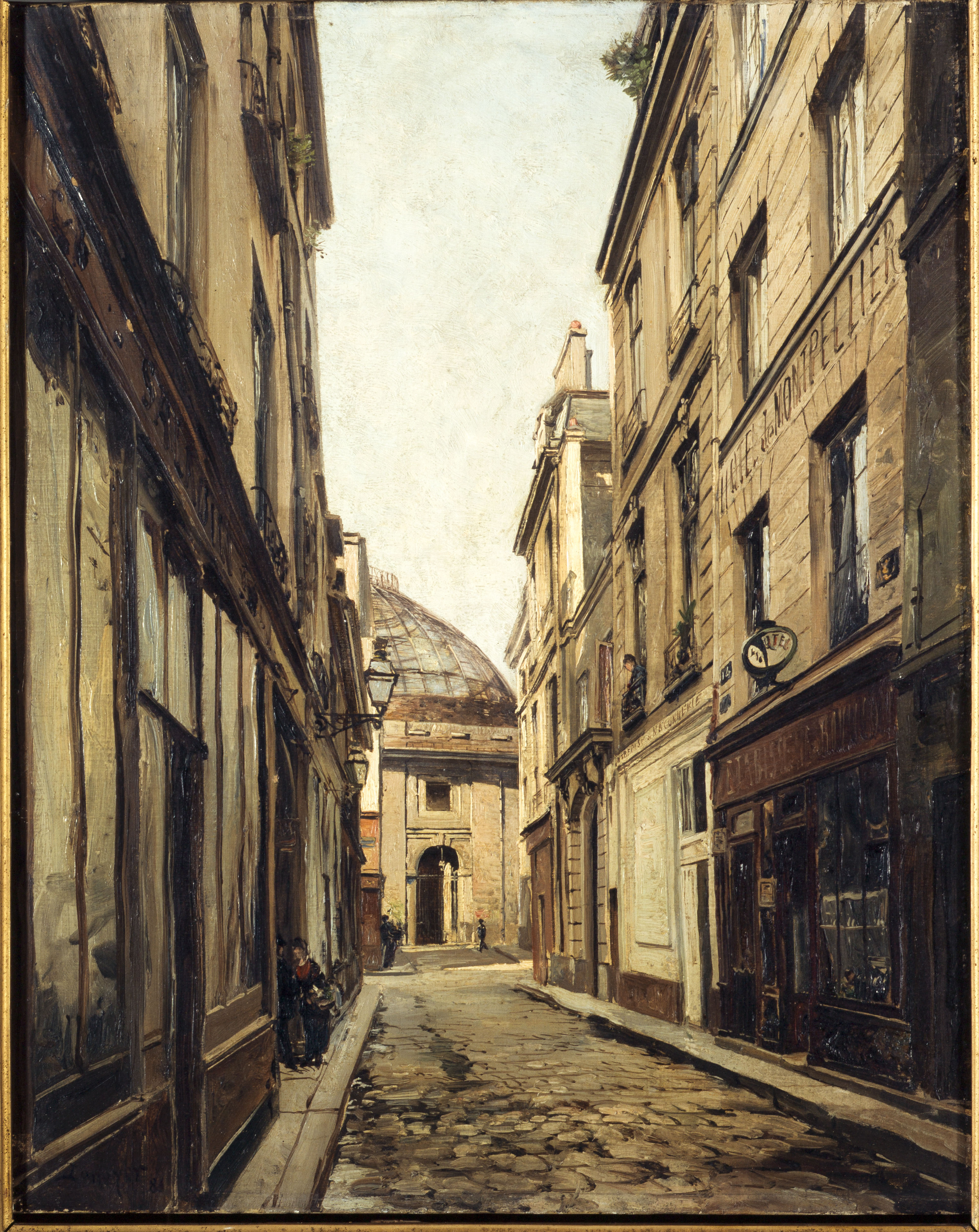
Vue vers la Halle aux blés en 1886 (peinture d'Emmanuel Lansyer).
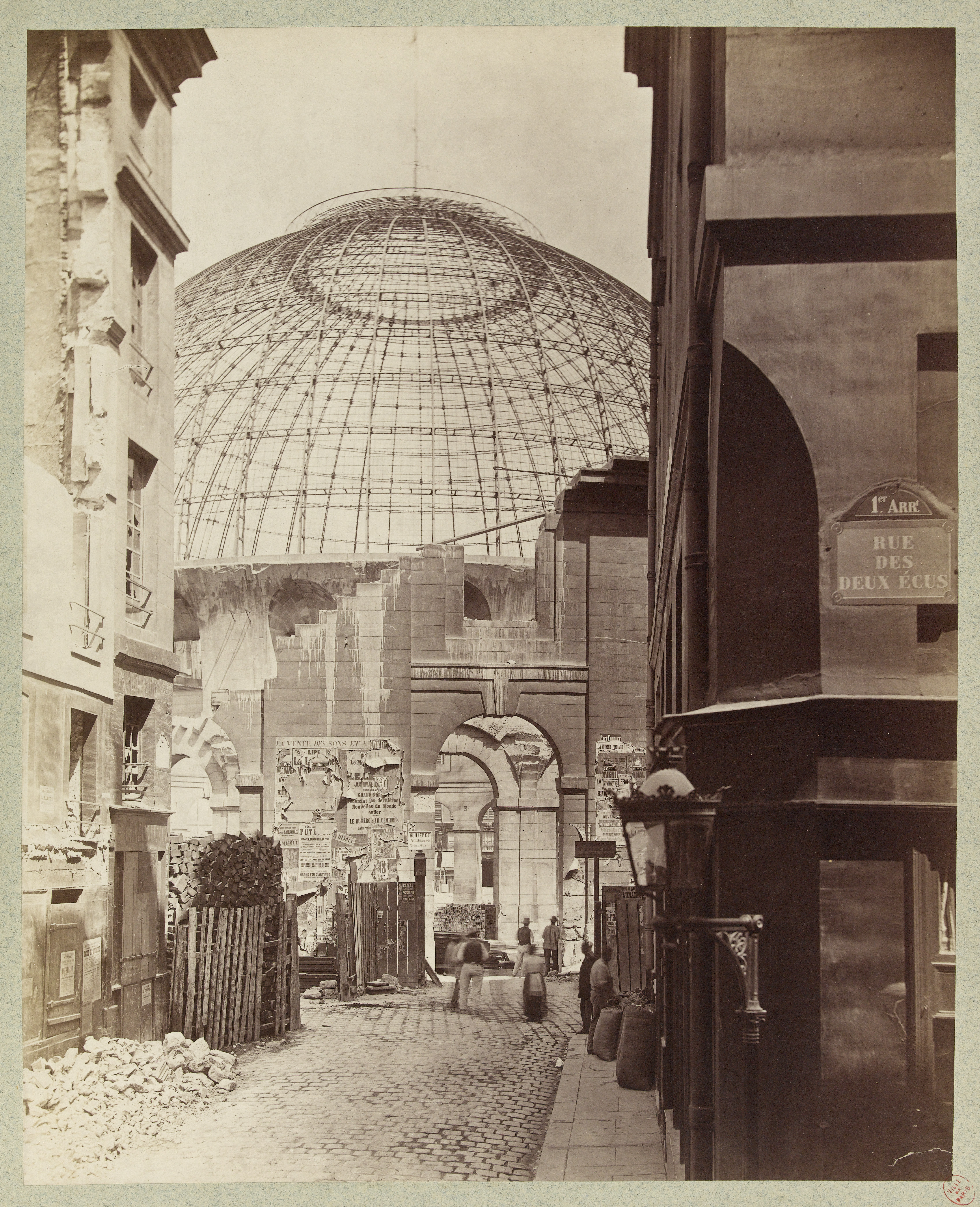
La même vue, en cours de démolition, en 1887 (photographie de Pierre Emonts).
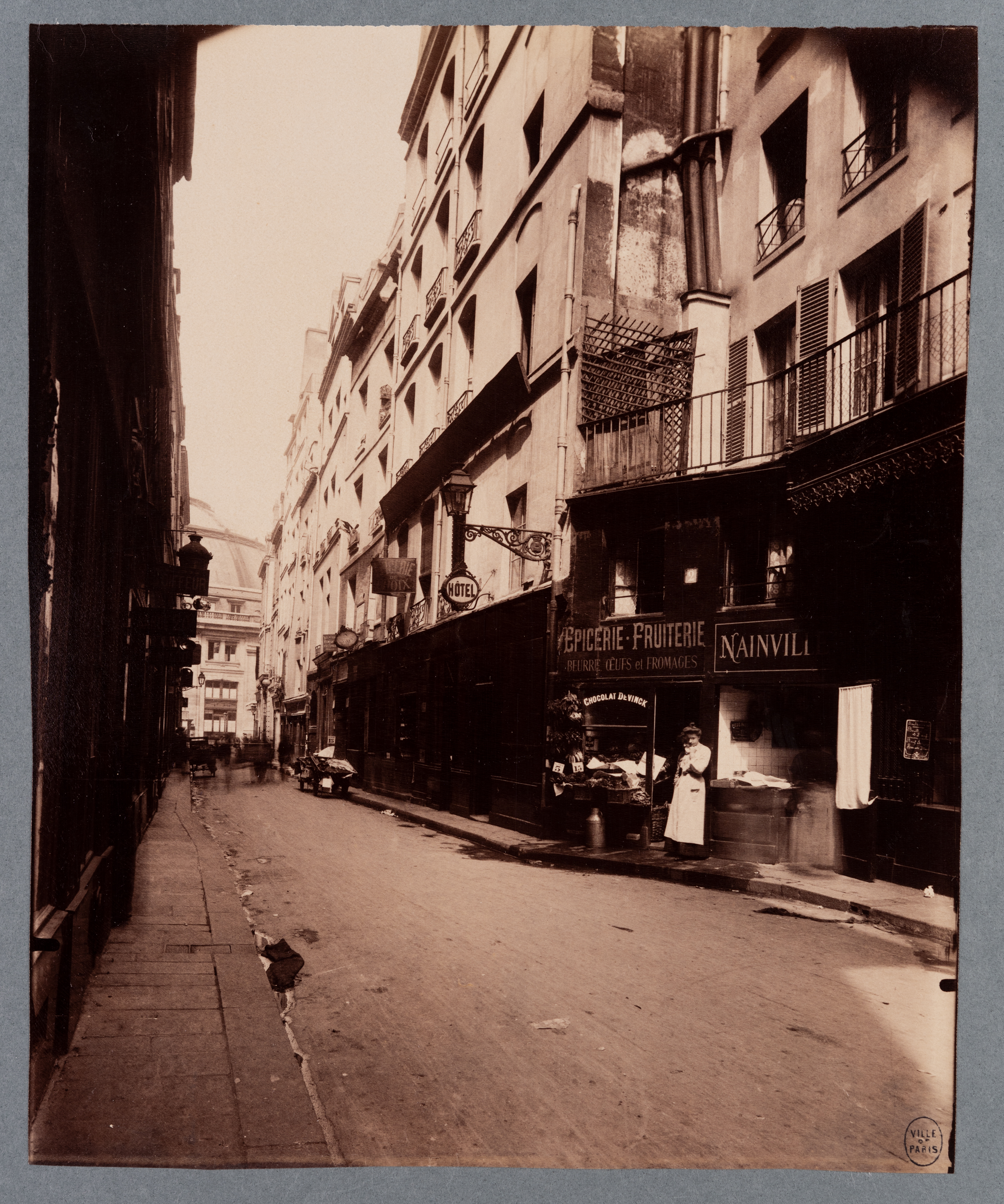
Vue de la rue en 1904 (photographie d'Eugène Atget).

## Bâtiments remarquables et lieux de mémoire
- No 2 : boutique du créateur Pierre Courtial, ancien directeur artistique de Pierre Cardin[2].
- No 14 : une plaque commémorative rappelle que durant l’Occupation, le réseau Libération-Nord se réunissait ici.

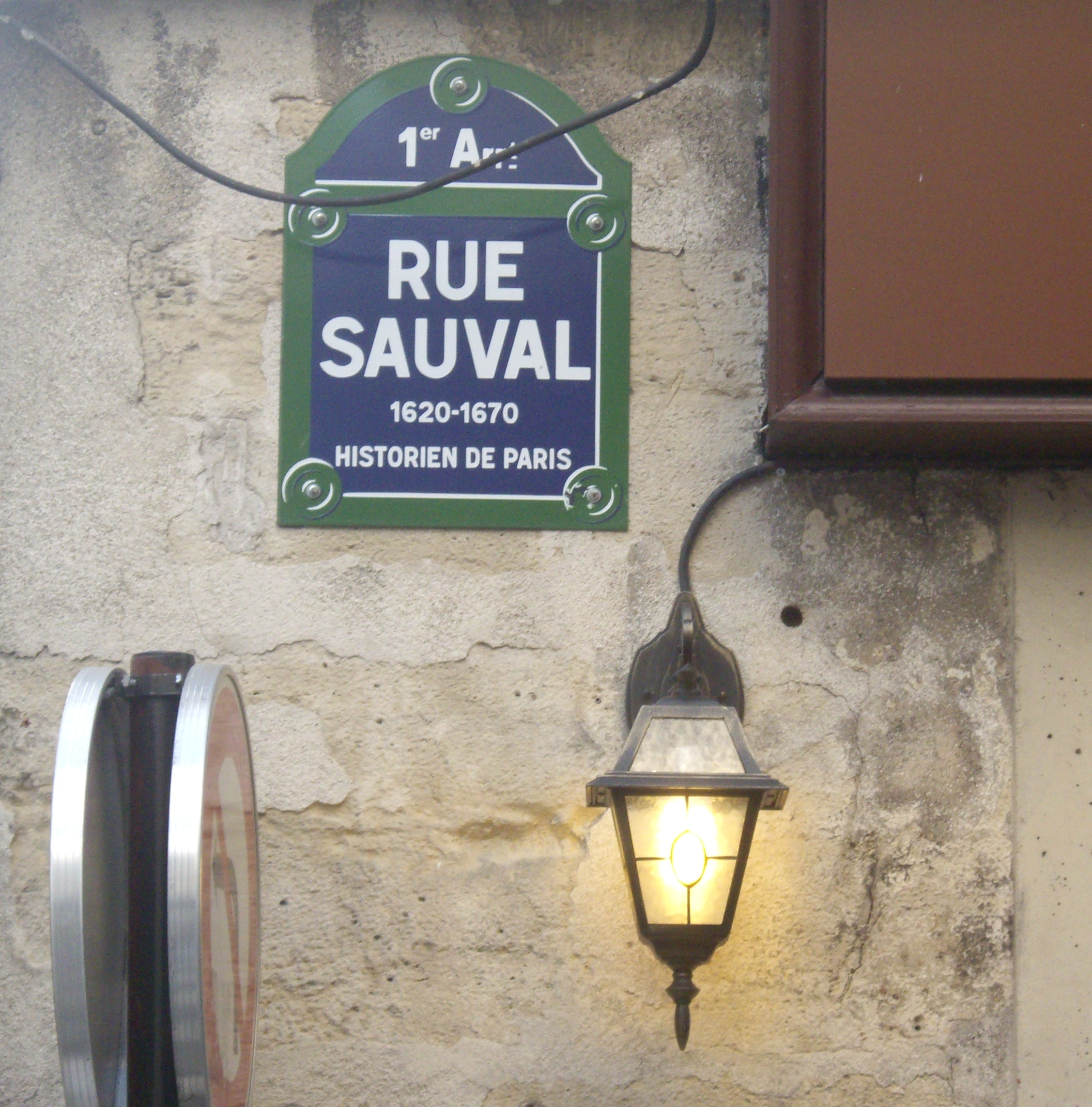
Plaque de rue.
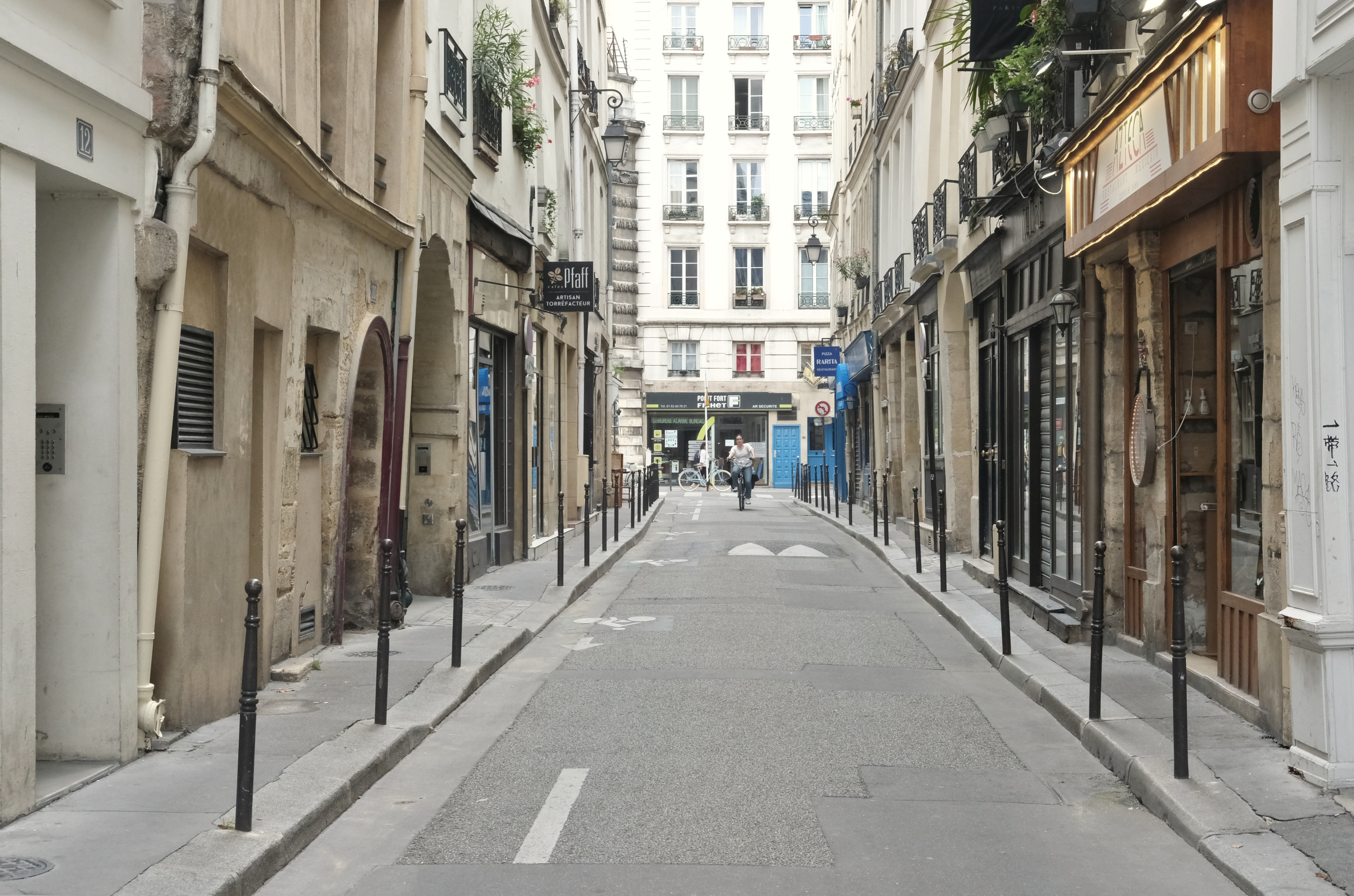
Rue Sauval et ses boutiques.
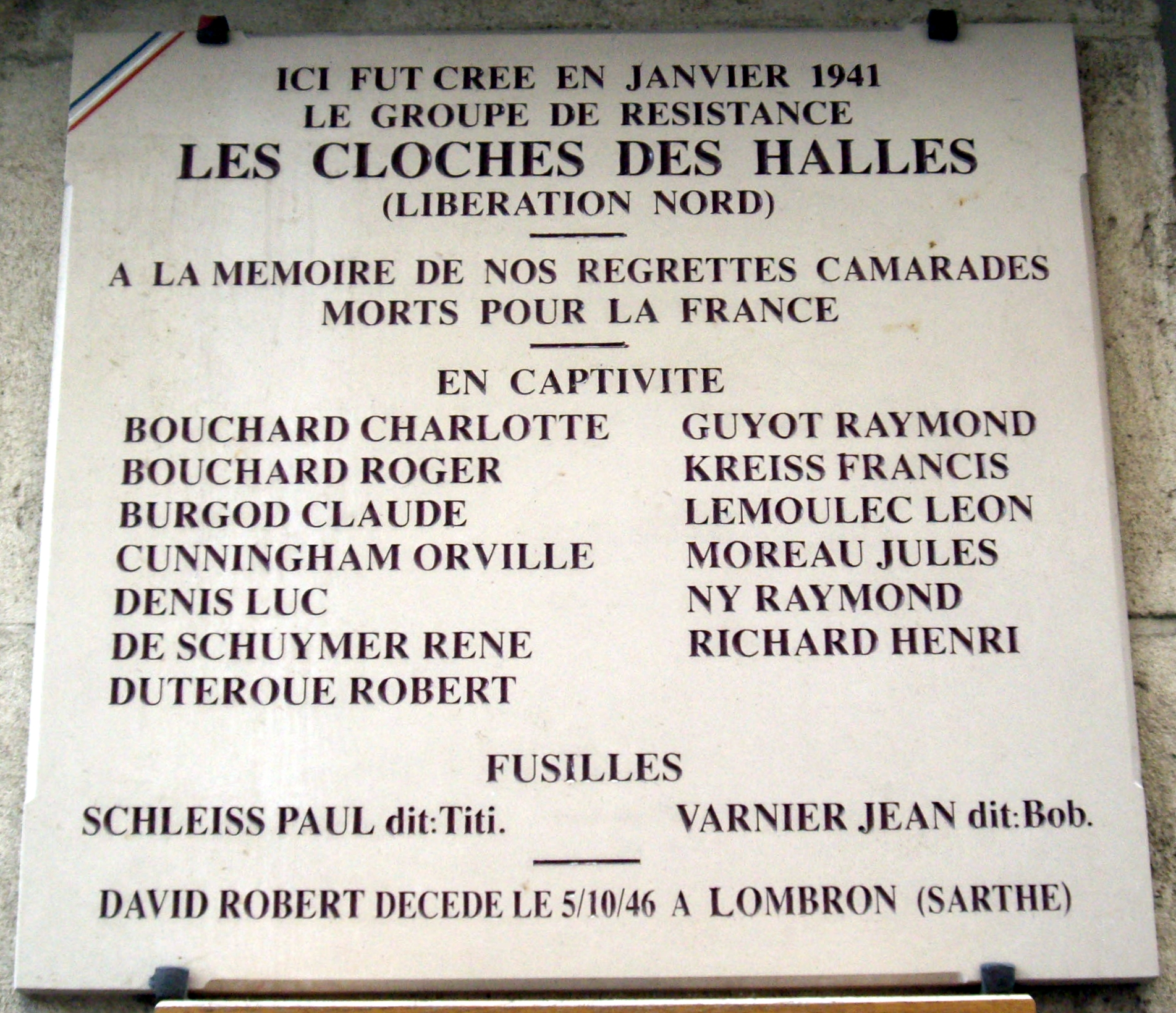
Plaque commémorative du 14, rue Sauval.

## Pour approfondir